# Bantul (plaats)
Bantul is een bestuurslaag in het regentschap Bantul van de provincie Jogjakarta, Indonesië. Bantul telt 15.587 inwoners (volkstelling 2010).